# Unterseeboot 273
Le Unterseeboot 273 (ou U-273) est un sous-marin allemand (U-Boot) de type VII.C utilisé par la Kriegsmarine (marine de guerre allemande) pendant la Seconde Guerre mondiale.

## Historique
Mis en service le 21 octobre 1942, l'Unterseeboot 273 reçoit sa formation de base à Danzig au sein de la 8. Unterseebootsflottille jusqu'au 30 avril 1943, puis l'U-273 intègre sa formation de combat à la base sous-marine de Brest avec la 9. Unterseebootsflottille, base qu'il n'atteindra jamais.
En préparation de sa première patrouille, l'U-273 quitte le port de Kiel le 8 mai 1943 sous les ordres de l'Oberleutnant zur See Hermann Rossmann. Quatre jours plus tard, il arrive à Bergen en Norvège le 11 mai 1943.
Il réalise sa première patrouille, quittant Bergen le 12 mai 1943 toujours sous les ordres de l'Oberleutnant zur See Hermann Rossmann. Après huit jours en mer, l'U-273 est coulé le 19 mai 1943 au sud-ouest de l'Islande à la position géographique de 59° 24′ N, 24° 33′ O par des charges de profondeur lancées d'un bombardier
Lockheed Hudson britannique (Squadron 269/M). Les 46 membres d'équipage décèdent dans cette attaque.

## Affectations successives
- 8. Unterseebootsflottille à Danzig du 21 octobre 1942 au 30 avril 1943 (entrainement)
- 9. Unterseebootsflottille à Brest du 1er au 19 mai 1943 (service actif)

## Commandement
- Oberleutnant zur See Hans-Adolf Engel du 21 octobre 1942 au 31 mars 1943
- Oberleutnant zur See Hermann Rossmann du 1er avril au 19 mai 1943

## Patrouilles
|       | Commandant             | Départ      | Départ | Arrivée     | Arrivée | Jours    | Succès |
| ----- | ---------------------- | ----------- | ------ | ----------- | ------- | -------- | ------ |
|       | Oblt. Hermann Rossmann | 8 mai 1943  | Kiel   | 11 mai 1943 | Bergen  | 4 jours  |        |
| 1     | Oblt. Hermann Rossmann | 12 mai 1943 | Bergen | 19 mai 1943 | Coulé   | 8 jours  |        |
| Total | Total                  | Total       | Total  | Total       | Total   | 12 jours | 0 t    |

Note : Oblt. = Oberleutnant zur See

### Opérations Wolfpack
L'U-273 n'a pas opéré avec les Wolfpacks (meute de loups) durant sa carrière opérationnelle.

## Navires coulés
L'Unterseeboot 273 n'a ni coulé, ni endommagé de navire ennemi au cours de l'unique patrouille (huit jours en mer) qu'il effectua.

### Source et bibliographie
- (en) Cet article est partiellement ou en totalité issu de l’article de Wikipédia en anglais intitulé « German submarine U-273 » (voir la liste des auteurs).
- Chris Bishop, historien militaire (trad. de l'anglais par Christian Muguet), Les sous-marins de la Kriegsmarine : 1939-1945 : le guide d'identification des sous-marins [« The spellmount submarine identification guide : Kriegsmarine U-boats 1939-1945 »], Paris, Éd. de Lodi, 2008, 192 p. (ISBN 978-2-84690-327-1, OCLC 470721805, BNF 41298980)